# Echinopsis hahniana
Echinopsis hahniana är en kaktusväxtart som först beskrevs av Curt Backeberg, och fick sitt nu gällande namn av R.S. Wallace. Echinopsis hahniana ingår i släktet Echinopsis och familjen kaktusväxter. Inga underarter finns listade i Catalogue of Life.